# Паранормальное телевидение
Паранормальное телевидение (англ. Paranormal television) — в англоязычных странах телепередача в жанре реалити-шоу, посвященная исследованиям паранормальных явлений, в частности, привидениям.

## История
Истории о призраках стали появляться в местных телепередачах в Великобритании и США с 1960-х годов, эти передачи стали предшественниками жанра паранормального телевидения.
Одним из первых паранормальных телешоу был сериал «В поиске...» (англ. In Search Of...) который шёл на американском телевидении в 1977—1982 годах, в общей сложности 144 серии продолжительностью по 30 минут. Тематика «В поиске...» включала НЛО, криптозоологические существа, исчезнувшие цивилизации, и другие подобные темы.
В 1992 году в Великобритании на Хэллоуин по телевидению был продемонстрирован фильм в жанре хоррор — «Наблюдение за призраком» (англ. Ghostwatch) — вымышленная трансляция новостей о доме с привидениями. Многие телезрители восприняли его как реальный репортаж, что вызвало скандал.
Канал Discovery начал работать с жанром паранормального телевидения с 1996 года. На канале Fox Broadcasting Company в 1990-х годах на протяжении шести лет выходила передача Тима Уайта о паранормальных явлениях в стиле новостного шоу — «Наблюдения» (англ. Sightings). На канале MTV с 2000 по 2002 годы выходило паранормальное реалити-шоу «Страх» (англ. Fear). В 2002 году британский спутниковый канал Sky Living запустил документальный сериал Most Haunted, посвящённый охоте за привидениями. Этот сериал пользовался большим успехом, что способствовало открытию на этом канале других шоу аналогичной тематики, в том числе «Мёртвый известный» (англ. Dead Famous) и Расследования Джейн Голдман, благодаря чему канал заработал репутацию производителя программ о паранормальных явлениях. Компания — разработчик этих телепрограмм, Antix Productions, выпустила также две серии о Spook School, посвящённых подготовке исследователей паранормальных явлений.
В России первой подобной телепередачей стала «Необъяснимо, но факт», выходившая на ТНТ в 2005—2008 годах — позже на телеканалах ДТВ, ТВ3, РЕН и СТС стали появляться передачи, во многом подражавшие оригинальной программе на ТНТ.

## Реакция и критика
Появление жанра паранормального телевидения, равно как и содержание передач этого жанра, вызывает критику со стороны ряда учёных и общественных деятелей. Так, редактор отдела культуры New York Times Майк Хейл, характеризуя последние тенденции в реалити-шоу, отметил, что охота за привидениями является «чистым спектаклем» и сравнил этот жанр с мягкой порнографией.
Обозреватель Los Angeles Times Эд Стокли отмечал, что ни одна из передач жанра исследования паранормального/сверхъестественного, который появился на кабельном телевидении в последние несколько лет, включая «Охотники за привидениями», «Приключения призраков», «Международные охотники за привидениями» и другие, несмотря на обещания ведущих «руководствоваться скептическим подходом в своих исследованиях и опираться на науку, чтобы подтвердить или опровергнуть паранормальные явления», пока не в состоянии выполнить это обещание.